# 바르베라델발례스

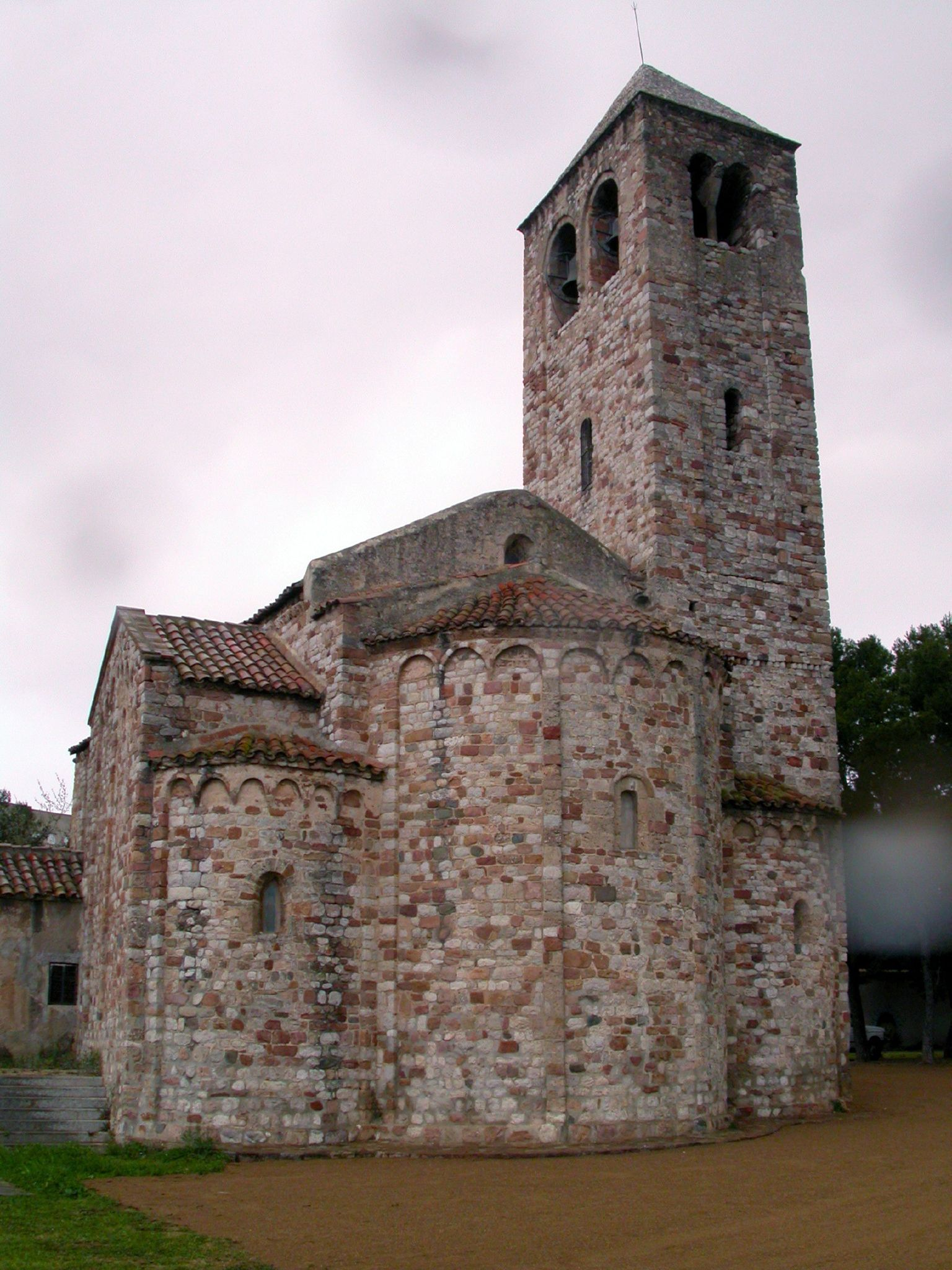
바르베라델발례스

바르베라델발례스(카탈루냐어: Barberà del Vallès, 스페인어: Barberà del Vallès 바르베라델바예스[*])는 스페인 카탈루냐 지방 바르셀로나주의 도시로 면적은 8.3km2, 높이는 146m, 인구는 32,550명(2014년 기준), 인구 밀도는 3,900명/km2이다. 사바델의 남쪽에 위치하며 바르셀로나에서 약 17km 정도 떨어진 곳에 위치한다.

시기
시 문장